# Золтан Сарка
Золтан Сарка (мађ. Szarka Zoltán; Чорна, 12. август 1942 — Сомбатхељ, 18. август 2016) био је мађарски фудбалер, голман, репрезентативац који је најдуже играо за Чепел. Био је олимпијски шампион 1968. године.

## Каријера

### Клуб
Године 1958. почео је да игра фудбал у тиму Дожа из Сомбатхеља. Године 1961. прешао је у Халадаш, где је 19 година бранио на 244 прволигашке првенствене утакмице. Њихов највећи успех био је пласман у финале домаћег купа 1975. године. Од 1983. године играо је још две сезоне у тиму Шабарија СЕ, затим 1988-1989, у тиму СК Никитш (Фулес) у првенству покрајине Бургенланд, завршио је активан спорт у 51. години.

### Репрезентација
Године 1968. два пута је био у олимпијском тиму и био је члан тима који је освојио златну медаљу на Олимпијским играма у Мексико Ситију. У олимпијској репрезентацији Мађарске био је резервни голман Карољу Фатеру. Сарка је на Олимпијским играма одиграо само 13 минута, када је замењен у полуфиналној утакмици против Јапана, коју је Мађарска добила са 5 : 0.

### Тренер
Између 1986. и 2015. године био је Халадашов тренер голмана и тренер омладинаца.

## Остварења
- Куп Мађарске у фудбалу
  - финалиста: 1974/75
- Олимпијске игре
  - златна медаља: 1968, Мексико Сити